# بهینه‌سازی ولتاژ
بهینه‌سازی ولتاژ، اصطلاح مربوط به کاهش کنترل شده سیستماتیک در ولتاژهای دریافت شده به وسیله مصرف‌کننده انرژی به منظور کاهش مصرف انرژی، تقاضای نیرو و تقاضای نیروی واکنشی است.
در حالی که برخی از دستگاه‌های بهینه‌سازی ولتاژ دارای تنظیمات ولتاژ ثابت می‌باشند.
دستگاه‌های دیگر به لحاظ الکترونیکی ولتاژ را به‌طور خودکار تنظیم می‌کنند. نوعاً سیستم‌های بهینه‌سازی ولتاژ درمجموعه‌ای با مخزن تأمین الکترونیکی در یک ساختمان نصب می‌شوند، بهره‌مندی تمام تجهیزات الکتریکی از یک منبع بهینه شده را ممکن می‌سازند.

## زمینه
بهینه‌سازی ولتاژ یک تکنیک صرفه جویی در انرژی الکتریکی است که عمدتاً در مجموعه‌ای با منبع الکتریسیته با هدف فراهم ساختن ولتاژ منبع کاهش یافته برای تجهیزات سایت، نصب می‌شود. نوأ بهینه‌سازی ولتاژ می‌تواند به وسیله متعادل ساختن ولتاژهای فاز و فیلترسازی هارمونی و موقتی از منبع، اگرچه نه همیشه، کیفیت نیرو را بهبود بخشد. اساساً بهینه سازان ولتاژ مبدل‌های کاربردی برای تولید نیرو در ولتاژ کاهش یافته از منبع تغذیه اصلی خام می‌باشند. اغلب از اصطلاح بهینه‌سازی ولتاژ سوءاستفاده می‌شود. از آنجایی که این اصطلاح بر برخی از اشکال کاهش ولتاژ انتخابی دلالت دارد که مصرف انرژی دریک ساختمان را بهبود می‌بخشد، در حالی که در کل این واحدها شامل یک مبدل درون یک جعبه می‌باشند که هیچ گونه ولتاژ انتخابی و کاهش یافته در تمام منابع را ایجاد نمی‌کند، برخورداری از سود تجاری نیز مطرح نمی‌باشد برخی از واحدهایV5 (بهینه‌سازی ولتاژ) بر روی مدارهای روشنایی با فرکانس بالا نصب شده‌اند، سود تجاری بسیار کمی دارند بنابراین در زمان کاربرد این اصطلاح باید دقت نمود. بیشتر واحدهای V5 در ساختمان‌های تجاری نصب شده‌اند تجاری نصب شده‌اند در بین مبدل‌های اصلی خام و بورد توزیع ولتاژ پایین اصلی به هرحال این کار هیچ گونه قابلیت انتخاب را فراهم نمی‌کند انتخاب را فراهم نمی‌کند و در اصطلاحات مهندسی الکتریکی به عنوان یک راه حل ضعیف در نظر گرفته می‌شود. باید یک پژوهش کلی به وسیله مدیر تجهیزات و امکانات وشرکت V5 باهدف انتخاب منابع سودمند برای مالک با کاهش ولتاژ و انتخاب منابع بدون سود تجاری انجام پذیرد. به این ترتیب مالک تنها یکV5 با اندازه مناسب را خریداری می‌کند. نه آنچه که برای تمام مناسب است. نصب یک واحد (یونیت) V5 به منظور بهینه‌سازی تمام منابع باعث بازگشت سرمایه هزینه سرمایه بالاتر بی هیچ معنایی تجاری می‌شود.

## انگلستان
در حال حاضر منبع الکتریسیته اعلام شده در انگلستان به عنوان نتیجه‌ای از هارمونی‌سازی اروپایی در سال۲۳۰۷٫۱۹۹۵باتلرانس ۱۰٪+تا-۶٪در نظر گرفته شده‌است. این بدین معنی است که ولتاژ منبع می‌تواند به لحاظ نظری بین216.2V و 253V با توجه به شرایط محلی باشد. به هر حال میانگین ولتاژ تأمین شده از شبکه ملی (در خود انگلستان) 242V در مقایسه با ولتاژ رسمی اروپایی ۲۳۰ولت، است .(ولتاژ میانگین منبع در ایرلند شمالی در حدود 239 V، و در جمهوری ایرلند ۲۳۵ ولت است). تجهیزات الکتریکی قدیمی‌تر ساخته شده برای انگلستان در۲۴۰ولت و تجهیزات قدیمی تر تولید شده برای قاره اروپا در۲۲۰ولت برآورده شدند (ولتاژهای برق جهانی). باید تجهیزات جدید برای۲۳۰ ولت طراحی شوند. احتمالاً ترکیبی از تجهیزات در محل‌های قدیمی تر یافت می‌شود تمام تجهیزات موجود در بازار اتحادیه اروپا پس از هارمون‌سازی ولتاژ در سال ۱۹۹۵باید به‌طور رضایت بخشی در ولتاژهای بین گستره ۲۳۰ولت+/-۱۰٪ کار کنند. تجهیزات برآورده شده در ۲۲۰ولت باید به‌طور رضایت بخشی تا ۲۰۰ولت کار کنند. با تغییر مؤثر ولتاژهای منبع به انتهای پایین‌تر گستره ولتاژقانونی، تکنولوژی بهینه‌سازی ولتاژ به میانگین صرفه جویی در مصرف انرژی تا حدود ۱۳٪منجر می‌شود. هر چقدر ولتاژ بالاتر باشد، مصرف نیرو در مورد بارگیری مقاومت خالص بالاتر است. کاهش در ولتاژتاثیر شگرفی بر انرژی به کار رفته به وسیله لوازم خانگی ندارد که از بارگیری‌های مقاومتی استفاده می‌کنند. سود تجاری اصلی در زمان نصب یونیت‌های v5 در بارگیری‌های القایی مانند موتورهای راه اندازی پمپ‌ها، فن‌ها و مانند ان می‌باشد. در خانه، صرفه جویی در مصرف انرژی بالقوه می‌تواند تا ۱۲٪در صورت حساب‌های برق باشد. یک دستگاه V5، ولتاژ را تا کارامدترین سطح با هدف افزایش صرفه جویی در مصرف برق کاهش می‌دهد، در نتیجه ممکن است شما متوجه شوید که برخی امور به زمان بیشتری نیاز داشته باشد. مثلاً ممکن است یک کتری برای به جوش آمدن به زمان بیشتری نیاز داشته باشد این یک تصور غلط متداول است که یخچال و فریزر باعث صرفه‌جویی از طریق بهینه‌سازی نمی‌شوند چون آن‌ها دارای ترموستات می‌باشند. یخچال و فریزر کاملاً نسبت به دستگاه‌های گرمایشی با مقاومتی متفاوت عمل می‌کند. اگر یک دستگاه گرمایشی مقاومتی دارای ولتاژ بالاتری باشد، نتیجه حرارتی است که با هدف گرمایشی سودمند است. اگر یخچال یا فریزر دارای ولتاژ بالاتری باشد، نتیجه نیز حرارتی است که با هدف سرمایشی سودمند نمی‌باشد. خروجی نیروی موتور کمپرسور به تدریج با بهینه‌سازی ولتاژ کاهش می‌یابد، در نتیجه ترموستات یخچال و فریزر را کمی بیشتر روشن نگه می‌دارد، به هر حال تأثیر کمی به روشن ماندن جزئی موتور ضرر کمتر است. 

## کیفیت نیرو
تغییر تنظیمات به ولتاژ بالاتر از ولتاژ تعیین شده برای مؤثرترین عملکرد گفته می‌شود. این باعث کاهش عمر تجهیزات و افزایش مصرف انرژی بدون بهبود عملکرد می‌شود. 

## بیانات زیر را در رابطه با تغییر تنظیمات ارائه می‌کند
یک لامپ 230V به کار رفته در 240V تنها به ۵۵٪ عمر مجاز خود دست می‌یابد (اشاره به لامپ‌های رشته‌ای) و یک دستگاه خطی 230V به کار رفته در یک منبع 240V به ۳/۴٪ جریان بیشتر دست می‌یابد و تقریباً ۹٪ بیشتر انرژی مصرف می‌کند. می‌توان از تکنولوژی‌های مختلف برای اجتناب از تغییر تنظیمات استفاده کرد، ولی این کار باید به‌طور مؤثر انجام شود در نتیجه صرفه جویی در مصرف انرژی حاصل از کاربرد ولتاژ مناسب به وسیلهٔ اتلاف انرژی در دستگاه کاربردی بی‌اثر نمی‌شود. قابلیت اطمینان نیز مهم است، مسائل بالقوه باطنی در راه اندازی نیروی دریافتی از طریق دستگاه‌های الکترو مکانیکی نظیر مبدل‌های خودکار متغیر کنترل شده وجود دارند. تغییر ولتاژ به ولتاژ پایین تر از ولتاژ تعیین شده برای تجهیزات مؤثرترین عملکرد نامیده می‌شود. اگر طراحی V5، کاهش ولتاژ مسافتی کاربران دور نیرو را در نظر نگیرد ممکن است به خرابی زود هنگام تجهیزات عدم راه اندازی افزایش درجه حرارت در مورد سیم پیج‌های موتور و از دست دادن خدمات منجر شود.

## هارمونی
هارمونی، شکل موجی ولتاژ و جریان فرکانس اصلی ۵۰ یا 60 Hz منبع تغذیه است. هارمونی حاصل بارگیری‌های غیر خطی است که شامل منابع نیرو برای تجهیزات کامپیوتری، محرک‌های سرعت متغیر و روشنایی تخلیه است. هارمونی triplen (مضرب فرد سومین هارمونی) حاصل از عدم تعادل ولتاژهای فاز در نیروی ۳ فاز است. در حات خنثی اضافه و باعث راه اندازی جریان‌های بی‌فایده می‌شود. اثرات محتمل با سطح هارمونی تغییر کلی هارمون، شامل آسیب تجهیزات الکترونیکی حساس وکاهش کارایی مبدل است. کارایی بارگیری‌های الکتریکی می‌توانند با کاهش هارمونی در منبع یا اجتناب از تولید آن‌ها بهبود یابد همچنین برخی از دستگاه‌های بهینه‌سازی ولتاژهارمونی اتلاف مرتبط با هارمونی را در سیستم الکتریکی کاهش می‌دهند.

## trnsients
افزایش بالقوه مخرب کوتاه و زیاد ولتاژ می‌باشند. دلایلان‌ها شامل جملات رعدوبرق، راه اندازی بارگیری‌های الکتریکی بزرگ نظیر موتورها، مبدل هاو محرک‌های الکتریکی، راه اندازی بین منابع تولید نیرو با هدف تعادل منبع وتقاضا می‌باشند. اگر چه آن‌ها نوعاً تنها هزارم یامیلیونیوم ثانیه می‌باشند، می‌توانند به سیستم‌های الکترونیکی آسیب برسانند باعث از دست دادن داده‌ها تجزیه اجزای تجهیزات و کاهش عمر تجهیزات شوند. برخی از دستگاهای بهینه‌سازی ولتاژدارای حفاظت transient می‌باشند.

## عدم تعادل ولتاژفاز
سایت‌های صنعتی وتجاری، دارای برق ۳فاز می‌باشند. عدم تعادل بین فازها باعث مشکلاتی نظیر حرارت در موتورها وسیم کشی موجود، مصرف انرژی غیر مفید می‌شود. برخی از دستگاهای بهینه‌سازی ولتاژ قادر به بهبود تعادل در منبع الکتریکی ساختمان، کاهش اتلاف و بهبود طول عمر موتورهای القایی ۳فاز می‌باشند.

## میزان کم نیرو
میزان کم نیرو کاهش ولتاژ اکثراً کوتاه مد <300 ms) (ولی گاهی طولانی مدت است. ممکن است آن‌ها باعث بروز مشکلاتی با تجهیزات شوند. به عنوان مثال، ممکن است کنتاکتورها و رله‌ها از کار بیفتند و باعث توقف ماشین آلات شوند تعدادی از تکنیک‌های ایجاد ولتاژ پایین وجود دارند که شامل لوازم برقی اضطراری، کاربرد خازن‌ها در مدارهای کنترل DC با ولتاژ پایین کاربرد خازن‌ها در مسیر DC محرک‌های سرعت متغیر می‌باشند. باید توجه داشت که مقیاس‌های بهینه‌سازی ولتاژ، ولتاژرا تا میزان آسیب‌پذیری تجهیزات نسبت به میزان کم نیرو کاهش نمی‌دهند.

## عامل نیرو و نیروی انفعالی- مقاله اصلی
عامل نیرو :عامل نبروی منبع الکتریکی، نسبت نیروی واقعی به نیروی ظاهری منبع است. این نیروی مفید به کار گرفته شده به وسیله سایت تقسیم شده به وسیله نیروی کل است که جذب شده‌است. مورد آخری شامل نیرویی است که کاربردی نمی‌باشد، در نتیجه یک عامل نیرویی ۱مطلوب است یک عامل نیرویی کم بدین معنا است که لوازم برقیی، مصرف برق بیشتری نسبت به آنچه در صورت حساب برق نشان داده می‌شود. دارند و این لوازم می‌توانند برای عوامل نیروی که شارژ شوند. نیروی انفعالی نامی است که به نیروی غیر کاربردی داده شده‌است و در سیستم الکتریکی کار نمی‌کند ولی از ان برای شارژ خازن‌ها یا تولید یک میدان مغناطیسی یک سلف استفاده می‌شود. باید نیروی انفعالی تولید و از طریق یک مدار با هدف فراهم کردن نیروی واقعی کافی در راه اندازی فرایندها توزیع شود نیروی انفعالی به‌طورچشمگیری با افزایش ولتاژ با افزایش مقاومت القایی تجهیزات افزایش می‌یابد بنابراین تصحیح این با بهینه‌سازی ولتاژ به کاهش نیروی انفعالی و بهبود عامل نیرو منجر می شود

## تأثیر بر بارگیری‌ها ی الکتریکی
یکی از اشتباهات رایج که به بهینه‌سازی ولتاژ مربوط می‌شود، فرض این است که کاهش ولتاژ به افزایش جریان در نتیجه نیروی جریان منجر می‌شود.
در حالی که این برای بارگیری‌های مشخص نیروی ثابت درست است، اکثر سایت‌ها دارای تنوع بارگیری می‌باشند که به میزان بیشتر یا کمتر با صرفه جویی در مصرف انرژی جمع شده در یک سایت به عنوان یک کل بهرمند می‌شوند

## موتورهای ۳فاز
احتمالاً موتورهای القایی ۳فاز، متداول‌ترین نوع بارگیری ۳فاز می‌باشند و در بسیاری از تجهیزات شامل سردخانه، پمپ‌ها، تهویه هوا، محرک‌های نقاله و همچنین کاربردهای واضع تر آنها، مورد استفاده واقع می‌شودند. تأثیر برآورد دوباره تخییر تنظیمات و عدم تعادل ۳فاز در موتورهای AC به خوبی شناخته شده‌اند. نتایج تغییر ولتاژ بیش از حد اشباع هسته آهن، اتلاف انرژی از طریق جریان‌های گردابی و افزایش تلفات کاتد می‌باشند. جریان بیش از حد به خروجی گرمای بیش از حد ناشی از تلفات مس منجر می‌شود. فشار اضافی تغییر ولتاژبر موتورها عمر موتور را کاهش می‌دهد اجتناب از تغییر ولتاژبالا به اندازه کافی، کارایی را کاهش نمی‌دهد در نتیجه صرفه‌جویی در مصرف انرژی اساسی از طریق کاهش اتلاف مس و آهن امکان‌پذیر است. به هر حال، موتورهای طراحی شوده برای ولتاژ اسمی (به‌طور مثال 400V)باید به توانند بر تغییر نرمال در ولتاژ در محدودیت‌های منبع (+/_ ۱۰٪)بدون اشباع غلبه کنند در نتیجه بعید است که مشکل قابل توجهی باشد کاهش ولتاژیک موتور القایی به تدریج با افزایش لغزش بر سرعت موتور تأثیر می‌گذارند ولی عمدتاً سرعت تابعی از فرکانس منبع و تعداد قطب‌ها است کارایی موتور در بارگیری منطقی (نوعاً ۷۵٪)ودر
ولتاژتعیین شده، مطلوب است و به تدریج با تغییرات کوچک در این ولتاژ، افت پیدا می‌کند. هر چقدر این تغییرات بزرگتر باشد بیشتر بر کارایی تأثیر می‌گذارد موتورهای بسیارسبک بار (<۲۵٪)و موتورهای کوچک از کاهش ولتاژ بسیار بهره‌مند می‌شوند اگر ولتاژ ورودی موتورهای راه اندازی شده به وسیله محرک‌های سرعتمتخیر کاهش یابد افت متناسب در ولتاژ خروجی وجود خواهد داشت و محرک جریان کمی را ایجاد و در نهایت نیروی کمی را مصرف خواهد کرد به هر حال اگر جریان کمی را ایجاد و در نهایت نیروی کمی را مصرف خواهد کرد. به هرحال اگر این موتور در بارگذاری راه اندازی شود(<۸۰٪)آفت ولتاژ به کاهش گشتاور منجر می‌شود و موتور جریان و نیروی بیشتری را تولید نخواهد کرد.

## روشنایی
زمانی که از روشنایی برای یک نسبت بالایی زمانی استفاده می‌شود، صرفه جویی در مصرف انرژی در تجهیزات روشنایی بسیار ارزشمند است. در زمان کاهش ولتاژ روشنایی لامپ رشته‌ای کاهش نیروی بزرگ کاهش زیاد خروجی روشنایی و افزایش عمر را دارد همان‌طور که بخش‌های قبلی از راهنمای برق نشان می‌دهند از آنجایی که کاهش در خروجی روشنایی از کاهش در نیرو تجاوز می‌کند کارایی انرژی –کارایی نوری – روشنایی افت پیدا می‌کند. به هر حال همچنین انواع دیگر روشنایی از کیفیت بهبود یافته نیرو بهره‌مند می‌شوند شامل سیستم‌های دارای بالاست مقاومتی یا واکنشی. روشنایی فلورسنت یا تخلیه کارامد تر از روشنایی لامپ رشته‌ای است. روشنایی فلورسنت با بالاست‌های مغناطیسی قراردادی کاهش مصرف نیرو و همچنین کاهش خروجی روشنایی لامپ را به همراه دارد لامپ‌های فلورسنت در بالاست‌های الکتونیکی مدرن تقریباً از نیروی مشابه استفاده می‌کنند و روشنایی مشابه‌ای نیز دارند. ارائه وات مشابه در ولتاژ کاهش یافته نیازمند جریان بیشتر واتلافمس است به هر حال بالاست‌ها و کنترل‌کننده‌ها ی روشنایی باعث تولید سطوح بالای تغییر هارمونی می‌باشند که می‌توانند با برخی از انواع بهینه سازان ولتاژفیلتر شوند و نیاز به کنترل‌کننده‌ها ی روشنایی را کاهش دهند یک موضوع متداول این است که برخی از روشنایی‌ها در ولتاژهای پایین‌تر عمل نمی‌کند. به هر حال نباید این اتفاق روی دهد چون هدف بهینه‌سازی ولتاژتن‌ها کاهش ولتاژتا حد ممکن نیست بلکه ارائه ولتاژسطح خدمات است که در ان سطح برای مؤثرترین عملکرد طراحی و تعیین شده‌است.

## حرارت
بخاری‌ها نیروی کمتری مصرف می‌کنند ولی گرمای کمتری دارند. فضا ویا اب گرم کن‌های کنترل شده به لحاظ ترموستاتیکی (گرمایی) در زمان راه اندازی از نیروی کمی استفاده می‌کنند ولی به ازای هر یک ساعت برای تولید خروجی مورد نیاز راه اندازی طولانی تری داردو در مصرف انرژی صرفه جویی نمی‌شود.